# Jesbołat Nurżumbajew
Jesbołat Nurżumbajew (ur. 12 grudnia 1993) – kazachski zapaśnik walczący w stylu wolnym. Srebrny medalista igrzysk azjatyckich w 2014 roku.